# Санта-Крус-да-Консейсан
Санта-Крус-да-Консейсан (порт. Santa Cruz da Conceição)  —  муниципалитет в Бразилии, входит в штат Сан-Паулу. Составная часть мезорегиона Пирасикаба. Входит в экономико-статистический  микрорегион Лимейра. Население составляет 3970 человек на 2006 год. Занимает площадь 149,432 км². Плотность населения — 26,6 чел./км².
Праздник города —  3 мая.

## Статистика
- Валовой внутренний продукт на 2003 составляет 86.064.206,00 реалов (данные: Бразильский институт географии и статистики).
- Валовой внутренний продукт на душу населения на 2003 составляет 22.834,76 реалов (данные: Бразильский институт географии и статистики).
- Индекс развития человеческого потенциала на 2000 составляет 0,803 (данные: Программа развития ООН).

## География
Климат местности: субтропический. В соответствии с классификацией Кёппена, климат относится к категории Cfb.